# Виргинский сельсовет
Виргинский сельсовет — муниципальное образование со статусом сельского поселения в Нижнеломовском районе Пензенской области Российской Федерации.
Административный центр — село Вирга.

## История
Статус и границы сельского поселения установлены Законом Пензенской области от 2 ноября 2004 года № 690-ЗПО «О границах муниципальных образований Пензенской области».

## Население
| 2002 | 2010 | 2012 | 2013 | 2014 | 2015 | 2016 |
| ---- | ---- | ---- | ---- | ---- | ---- | ---- |
| 1031 | ↘980 | ↘949 | ↘934 | ↘919 | ↘901 | ↘895 |
| 2017 | 2018 | 2021 |      |      |      |      |
| ↘892 | ↘872 | ↘862 |      |      |      |      |

## Состав сельского поселения
| № | Населённый пункт | Тип населённого пункта       | Население |
| - | ---------------- | ---------------------------- | --------- |
| 1 | Вирга            | село, административный центр | ↘973      |
| 2 | Дмитриевский     | посёлок                      | 6         |
| 3 | Скрипицино       | село                         | →1        |